# Пехчево
Пехчево (мкд. Пехчево) је град у Северној Македонији, у крајње источном делу државе. Пехчево је седиште истоимене општине.

## Географија
Град Пехчево је смештено у крајње источном делу Северне Македоније, близу државне границе са Бугарском — 6 km источно од града. Од најближег већег града, Кочана 55 km југоисточно, а од главног града Скопља 170 km источно.
Рељеф: Пехчево је средиште историјске области Малешево, познате по сточарству и дрводељама. Насеље је положено у Беровској котлини, на приближно 1.000 метара надморске висине. Источно од града издижу се Малешевске планине, а северно планина Влајна.
Клима у Пехчеву је планинска због знатне надморске висине.
Воде: Близу Пехчева налази се извор реке Брегалнице, у коју се уливају сви водотоци (потоци) које теку градским подручјем.

## Историја
Подручје Пехчева било је насељено још у време старог века. Подручје је било активно и у време средњег века, па око града постоји низ локалитета из времена антике и средњег века.
Пехчево постаје значајно крајем 19. века, када се ту смешта седиште омање општине („казе“) у време позног Османског царства. Месни Турци су у 19. веку били нарочито осиони према Хришћанима; по злом гласу (по убиствима) помињао се Дагијев сокак, у који је мало који православац смео да крочи, да би дошао до Ћамил-ефендијине чесме, око које је било увек проливене крви. У месту је током 19. века била православна црква посвећена Св. апостолима Петру и Павлу, при којој је служио поп Арсо Ингилиз из богате породице "Ингилизовић". Једини је поп Арсо смео слободно проћи, нико није смео да баци камен на њега. Тамошња муслиманска беговска "каста" је штитила "своје" припаднике православне вере, међу којима је спадао поп Арсо. Моћни Турчин, Хајдук-Салиман је седео у Старом конаку, и од његове воље је много тога зависило.
Ту је 23. маја 1899. године постојала српска народна школа, у којој је одржан свечани завршни испит. Испитивање ученика извршио је Михаил Даниловић управитељ кочанских школа, у присуству турског кајмакама и његових пратилаца. Након што су ђаци отпевали турску химну, госте је поздравио месни учитељ Васа Серафимовић. Остали учитељи Радош Ђоковић и Пелагија Ђорђевић испитивали су своје ученике из свих предмета. Одлуком министра просвете 26. новембра 1931. године државна основна школа у Пехчеву је понела име "Престолонаследник Петар".
У месту је августа 1899. године изграђено изузетно лепо здање, царског ућумата (општинска кућа).
1912. године Пехчево се са околином припаја Краљевини Србији, касније Југославији. Већинско муслиманско становништво је избегло из Пехчева у Малу Азију. Остали су бројни пусти староседелачки домови. Ту су се након Балканских ратова 1922. године "оптирали" стари Галипољски Срби. Њихова одисеја се може пратити кроз векове, а почиње три века раније. Били су то потомци Срба из долине Мораве (велике), села око Јагодине, коју су у 16. и 17. веку протерани у околину Галипоља у Турској. Њих је протерао у Малу Азију турски султан, у место Бајрамич, на Галипољском полуострву. Вековима су они сачували свој српски идентитет, али су временом су изгубили свој карактеристичан говор. Године 1914. на Ђурђевдан ти Срби су кренули ка свом роду и стигли у ослобођене пределе Србије, и сместили се у село Александрово, код Скопља. Међутим 1915. године Бугари окупатори су их на силу преместили у Нишки округ, где су дочекали крај Првог светског рата. У поратној смутњи, кренули су одатле јадни насељеници ка Солуну, да би 1921. године опет стигли у своје старо место, у околини Галипоља. Турци су 1922. године изазвали велики драматични егзодус православних Грка из Галипоља, па су с њима отерани и Срби из Бајрамича. Примила их је нова југословенска краљевина, и несељени су сада у Пехчеву, у Македонији. Али и ту је било проблема јер су муслиманске куће присвојили мештани па је власт имала пуно посла да ослободи куће за Галипољце. Комадант места 1923. године артиљериски капетан I класе Ђорђе Милић је због ометања насељавања, чак био смењен и судски кажњен. Многи од насељеника због тога нису остали у Пехчеву. Године 1932. било је још 74 дома Срба Галипољаца у Пехчеву, од којих је богати поседник Атанас Лазаревић био тада председник пехчевске општине.
Бугари су тешка срца препустили Пехчево југословенској држави. У међуратном периоду, ту су се често дешавали упади бугарских комита. Забележени су бројни инциденти и оружани напади, који су се дешавали у непосредној околини тог пограничног места.
Године 1936. септембра месеца у кругу касарне у Пехчеву "Витешког краља Александра I Ујединитеља" освећен је споменик том погинулом српско и југословенском владару. У касарни је тада био стациониран 23. пешадијски пук. Наредне године четрдесетак угледним Срба са супругама из Пехчева, је предвођено њиховим народним послаником Симом Андоновићем и месним учитељем Богданом Божовићем, направило патриотску екскурзију и посетила Тополу са Опленцом и Београд. Власт су у Пехчевској општини до шестојануарске диктатуре 1929. године држали радикали.
Од 1991. године град је у саставу Северне Македоније.

## Становништво
Пехчево је према последњем попису из 2021. године имало 2.471 становника.
| Национални састав према попису из 2021.‍ | Национални састав према попису из 2021.‍ | Национални састав према попису из 2021.‍ | Национални састав према попису из 2021.‍ | Национални састав према попису из 2021.‍ |
| --------------------------------------- | --------------------------------------- | --------------------------------------- | --------------------------------------- | --------------------------------------- |
|                                         |                                         |                                         |                                         |                                         |
| Македонци                               | Македонци                               |                                         | 2.284                                   | 92,4%                                   |
| Турци                                   | Турци                                   |                                         | 32                                      | 1,3%                                    |
| Роми                                    | Роми                                    |                                         | 32                                      | 1,3%                                    |
| непописани                              | непописани                              |                                         | 90                                      | 3,6%                                    |

Већинска вероисповест је православље.

## Привреда
Малешевски крај је традиционално познат ратарски (планински кромпир) и сточарски крај (овце). У самом граду је највише развијена индустрија прераде дрвета. Последњих година развија се и високопланински туризам.